# Терещенко Федір Федорович
Федір Федорович Терещенко (11 листопада 1888, Київ — 30 січня 1950, Париж) — київський авіаконструктор.

## Біографія
Народився 11 листопада 1888 року в Києві. Молодший син київської родини цукрозаводчиків, відомої не лише своїм багатством і прекрасним зібранням творів мистецтва, а й благодійністю. Закінчив екстерном 1-у Київську гімназію.
У 1907 році вступив на механічне відділення Київського політехнічного інституту. На другому курсі одружився з юною графинею Беатріс Кейзерлінг.
Був членом Київського товариства повітроплавання. Перший власний літальний апарат з'явився у Федора Терещенка в травні 1909 року. Це був аероплан «Блеріо ХІ», виписаний з Франції. Він був доставлений у Терещенківський маєток Червоне Бердичівського повіту Волинської губернії (смт Червоне Андрушівського району Житомирської області), де він захоплено знайомився з особливостями його конструкції. Зав'язав знайомство з іншими київськими політехніками, які захоплювалися авіацією, налагодив листування з Миколою Єгоровичем Жуковським. І саме Жуковський 30 листопада 1909 р. запропонував трьом київським студентам — Федору Терещенку, Ігорю Сікорському та Федору Билінкіну — взяти участь у повітроплавній виставці, яка була приурочена до наміченого на кінець грудня — початок січня ХІІ з'їзду природознавців і лікарів.
До авіабудування і його перспектив Федір Терещенко ставився серйозно і вже в 1909 році організував у себе в Червоному власні авіаційні майстерні. Там був побудований його перший апарат, там реалізовувалися й інші його проекти. Вже на першому етапі існування цього підприємства тут працювало до 25 найманих працівників. Недалеко розташовувався і аеродром. Під нього було пристосоване поросле травою поле площею 41 гектар, яке до цього було просто вигоном для худоби.
Співпрацював Терещенко і з молодими київськими авіаконструкторами, Володимиром Григор'євим, Василем Йорданом і Дмитром Григоровичем. Разом з Дмитром Григоровичем вони, побудували два легких спортивних моноплана Г-2 і Г-3 (іноді можна зустріти позначення «Терещенко № 2» і «Терещенко № 3»), конструктором яких був Григорович, а організатором їх виготовлення і меценатом — Федір Терещенко.
У 1912 році бажаючи повністю присвятити себе підприємницькій та конструкторській діяльності у сфері авіабудування і посилаючись на сімейні обставини, він подав прохання про відрахування. Цікаво, що у виданому йому свідоцтві про прослухані предмети стояли лише відмінні оцінки, за винятком двох четвірок — з архітектурного креслення і будівельного мистецтва.
У 1913 році Червонівські майстерні отримали перше військове замовлення — на виготовлення літака «Терещенко № 5біс».
У 1914 році напередодні Першої світової війни майстерні в Червоному вже випускали по 2 літаки на місяць, а реальна їх річна продуктивність оцінювалася в 50 аеропланів. У вересні 1915 року майстерні були перейменовані в аеропланний завод, яким на той момент фактично і були.
Війна і реальна загроза окупації Червоного змусили керівництво підприємства вжити заходів до його евакуації. Було прийнято рішення перебазувати завод до Києва і розширити виробництво до 150 машин на рік.
На початку 1917 року особисто очолив потяг-майстерню по ремонту літаків, що вже здобув славу у фронтових умовах. Втім, перебування його в країні, яку незабаром охопило полум'я революції та Громадянської війни, було не дуже тривалим. Тим більше, що після приходу Радянської влади його маєток і завод у Червоному, так само як і будинки та інше рухоме й нерухоме майно його родини в Києві, були націоналізовані.

## В еміграції
Виїхав до Франції і жив у Парижі до останніх своїх днів. Федір Терещенко добре грав на фортепіано, був фахівцем з творчості Шопена і навіть давав концерти. Різнобічно знав музику і вважав її одним з цілющих засобів для людини. У 1930-х роках зацікавився питаннями астрології, окультизму і кабалістики. Його книга з медичної астрології витримала 5 видань і досі популярна в середовищі франкомовних астрологів. Переклав на французький «Тетрабіблос» Птолемея, але рукопис виданий не був. Помер 30 січня 1950 року.

## Вшанування
Від 19 лютого 2016 року один з провулків Житомира носить ім'я Федора Терещенка.

## Автор творів
- Principes astrologiques de la médecine hermétique. Manuel pratique de diagnostic des Maladies.‎ — ‎Paris, Bibliothèque Chacornac, 1936 (переиздана в 1949, 1964, 1981,1987)
- ‎Iniziazione. Rituali della Tradizione Esoterica‎, — ‎Roma: Atanor Ed. 2010; ISBN 8871692543 9788871692548